# Большой Костомар
Большой Костомар (каз. Үлкен Костомар) — озеро в Костанайском районе Костанайской области Казахстана. Находится в 3 км к северу от села Светлый Жарколь.
По данным топографической съёмки 1943 года, площадь поверхности озера составляет 2,04 км². Наибольшая длина озера — 2,7 км, наибольшая ширина — 1,3 км. Длина береговой линии составляет 7,4 км, развитие береговой линии — 1,45. Озеро расположено на высоте 189,6 м над уровнем моря.